# Conga (baile)

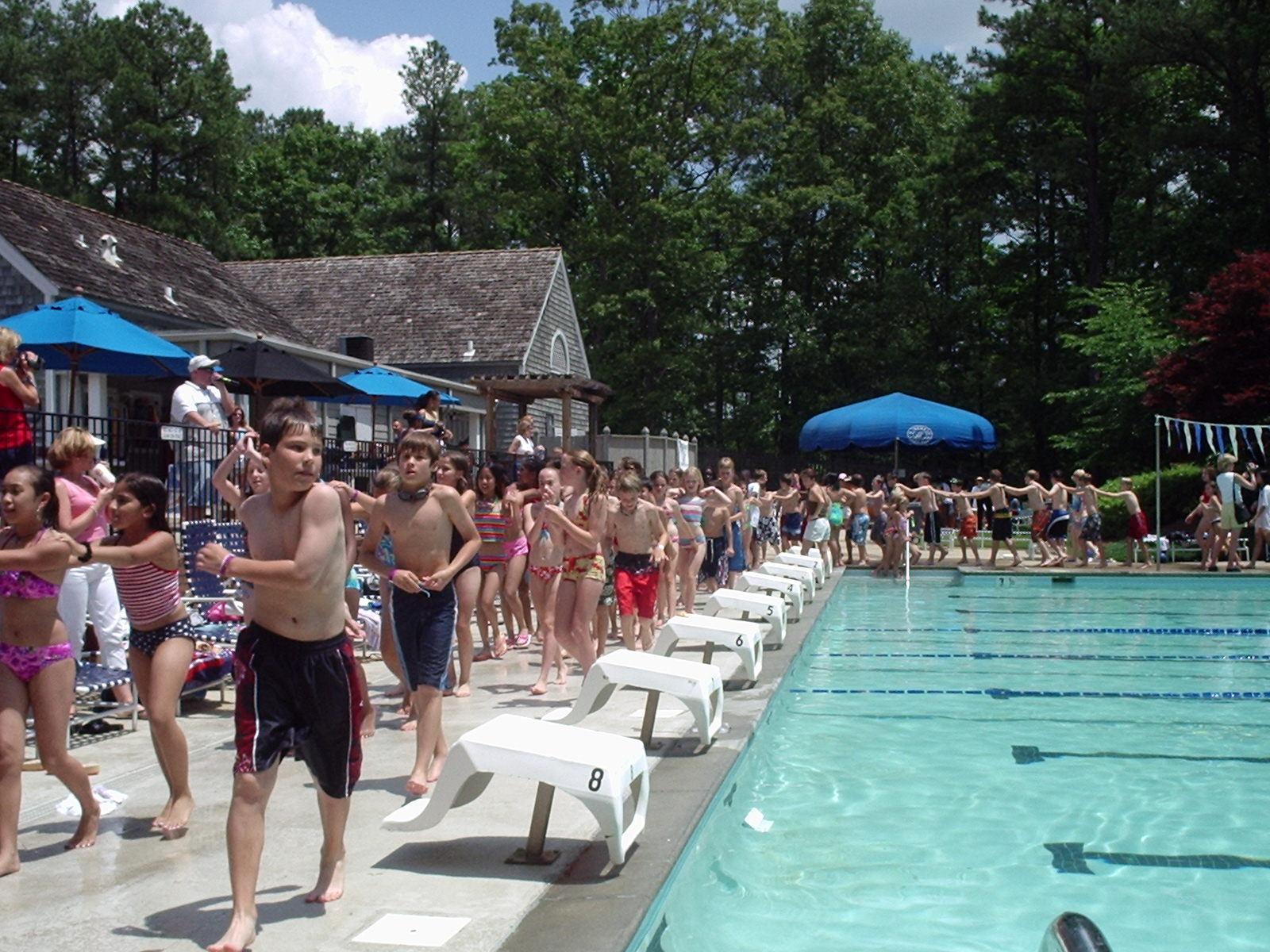
Niños bailando la conga.

La conga es un baile popular cubano de origen africano que tiene un ritmo sincopado y se acompaña con tambores. Sirve de acompañamiento para las comparsas carnavalescas y se originó en las festividades que efectuaban los negros esclavos. Esta toponimia creada en Camagüey, aparece en los años 30, con antecedentes de «La Arrolladora» de Izaguirre, con tambores de barriles, campanas (Comandos, Muchachos Durmientes, Los Pulpos, Farola, Los Caribes). Durante esta década se convirtió en un baile de salón.
En su instrumental participan tambores de diversos tipos, abarrilados y de un solo parche (conga, tumbadora, quinto); bombo, cencerros, sartenes y otros objetos de metal. 
En los inicios de la república se usó como elemento de propaganda política, utilizada por los candidatos en el período preelectoral para mover las masas populares tras sus ritmos y cantos, en los que se propugnaba su triunfo. 

«El baile se reduce a marchar al compás del ritmo característico, en que alternativamente, en todos los compases pares, se destaca una síncopa que los bailadores subrayan levantando ligeramente una pierna y marcando el golpe con un brusco movimiento del cuerpo.»
 Emilio Grenet: Música Popular Cubana, 1939

Luego se bailó de un modo más libre. La conga más grande de la que se tiene registro fue la Miami Super Conga que tuvo lugar en la Calle 8 el 13 de marzo de 1988. La línea estaba formada por 119 986 personas.[cita requerida]
La conga es un género bailable y cantable, donde se destaca la alegría, el ritmo y el sabor de la música cubana.
Estas fiestas se realizaban en las ocasiones en que las autoridades permitían ciertas distracciones a los esclavos: en la festividad del Habeas, los domingos y principalmente el Día de Reyes. Era un suceso musical y social que llenaba de alegría las ciudades, subordinándose los cantos, toques de tambor y las fabulosas coreografías, en un jolgorio que contrastaba con los bailes de salón que la burguesía generaba para su disfrute y aún con los llamados bailes de cuna, donde se mezclaban diversos estratos y grupos sociales.
- Datos: Q1474245
- Multimedia: Conga line / Q1474245